# Коста Проданов
Коста Проданов Киряков е български инженер, 51-и кмет на Бургас в периода 18 май – 25 септември 1944 година.

## Биография
Роден е през 1889 г. в Бургас. Участва в Първата световна война. Завършва висше образование в гр. Мюнхен с две специалности – строително и машинно инженерство. Основава строителна фирма „Инж. Коста Проданов и С-ие“, която построява сградите на Старата поща и Търговско-индустриалната камара (днес Областна управа) в Бургас, моста на реката в с. Бинкос, Сливенско, т.нар. "Шеронови къщи" в Созопол и др. Има и машинна работилница. 
През 1934 г. като съдружници с Петко Чорбаджиев (писателя Петко Росен) и синовете му, с Георги Илиев и Кузман Димитров основават ООД "Фабрика Прежда" – по-късно предприятие "Яна" в Бургас. 
От 18 май до 25 септември 1944 г. е кмет на Бургас. През 1947 г. собствеността му е национализирана. След 1948 г. е ръководител на строителен обект към Стройобединение Бургас. Умира на 1 април 1956 г. от мозъчен инсулт.